# Premiile Academiei Australiene a Artelor de Cinema și Televiziune
Premiile Academiei Australiene a Artelor de Cinema și Televiziune, alternativ Academiei de Cinema și Televiziune din Australia (în original, în limba engleză, Australian Academy of Cinema and Television Arts Awards), cunoscute azi ca AACTA Awards, dar anterior ca Premiile AFI (AFI Awards), sunt premiile decernate de Academia de Cinema și Televiziune din Australia (în original, Australian Academy of Cinema and Television Arts) în cadrul unei ceremonii anuale, care are loc la sfârșitul lui noiembrie ori la începutul lui decembrie.
Premiile recunosc și premiază excelența în industria filmului și televiziunii australiene, incluzând producători, regizori, actori, scenariști, editori, ingineri de sunet și operatorii de imagine. Sunt cele mai prestigioase premii ale industriei filmului și televiziunii din Australia, reprezentând echivalentul australian al Premiilor Oscar din Statele Unite sau al Premiilor BAFTA din Marea Britanie, comparând doar premiile de film și de televiziune din țările de limbă engleză.
Premiile, cunoscute anterior ca Australian Film Institute Awards sau AFI Awards, au început să fie decernate începând cu anul 1958 și cuprindeau inițial 30 de nominalizări pentru șase categorii. Acordarea premiilor a fost extinsă în 1986 pentru a acoperi și realizările din televiziune. Premiile AACTA (AACTA Awards) au fost create din 2011. Din 2011, ceremonia acordării premiilor are loc la celebra Sydney Opera House, iar premiile internaționale AACTA, începând cu 27 ianuarie 2012, sunt prezentate în fiecare ianuarie în Los Angeles.